# Store Madsjön
Store Madsjön är en sjö i Vårgårda kommun i Västergötland och ingår i Göta älvs huvudavrinningsområde. Sjöns area är 0,041 kvadratkilometer och den befinner sig 207 meter över havet.